# Impact Automotive Technologies

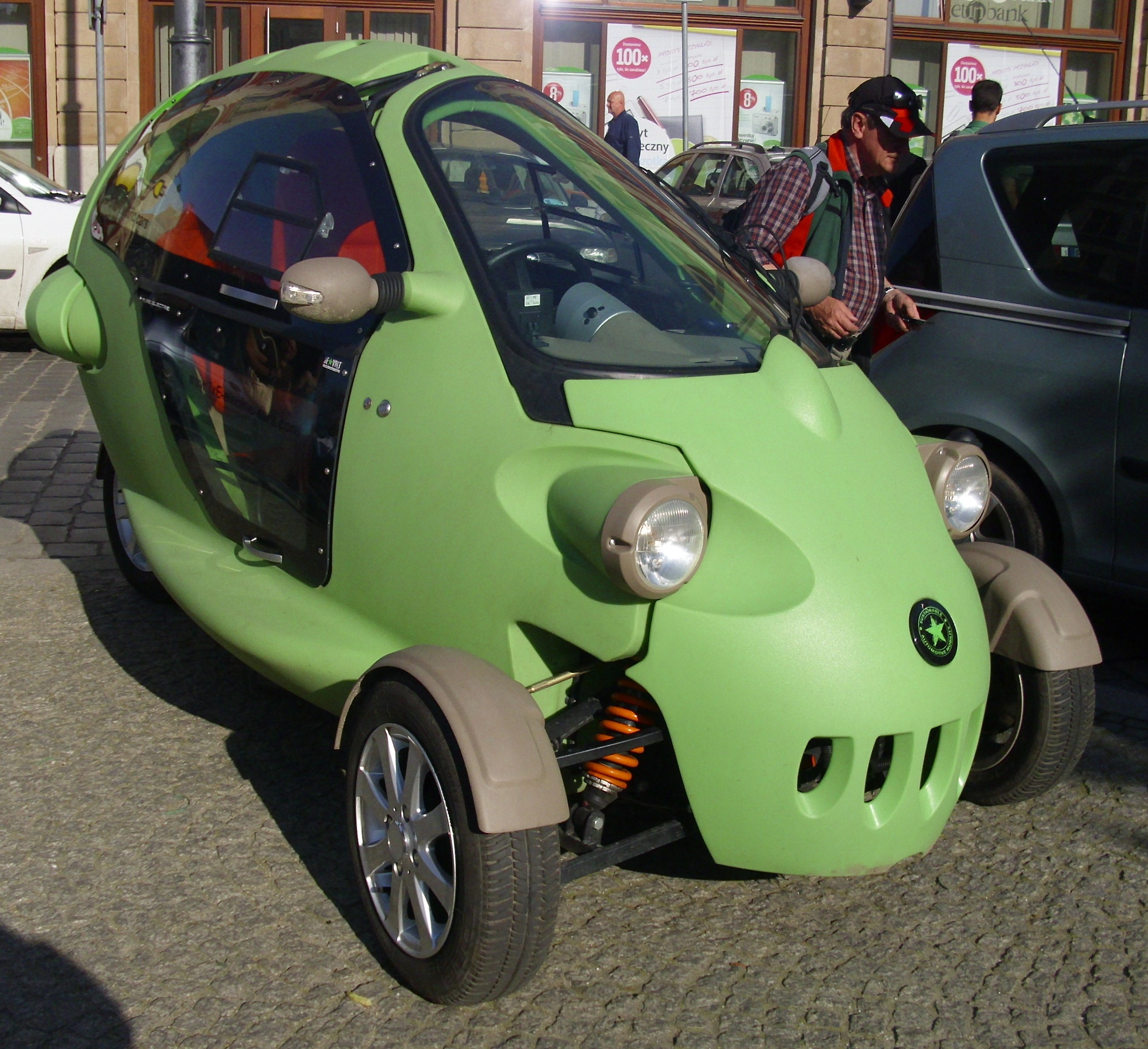
Sam Re-Volt

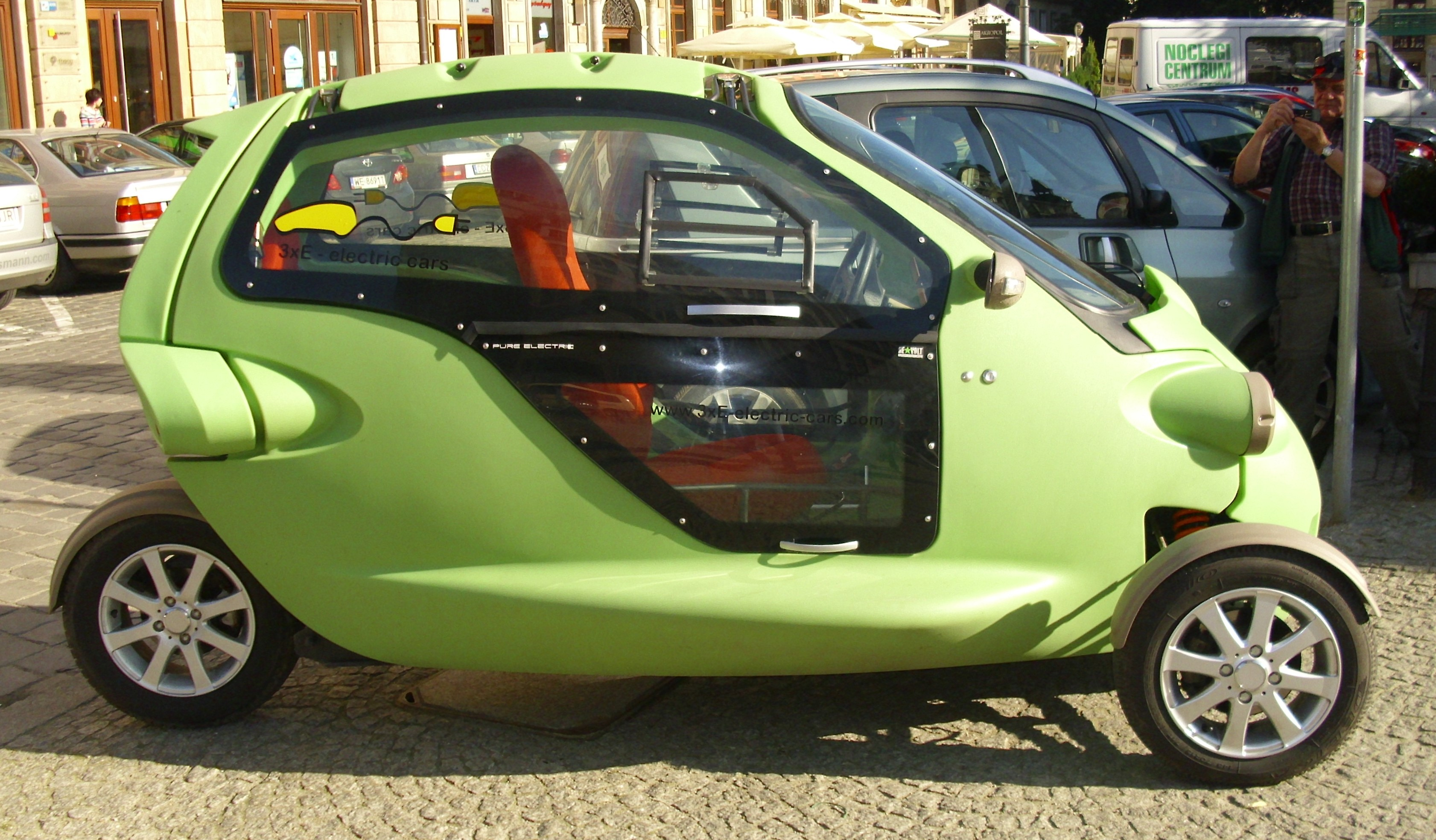
Seitenansicht

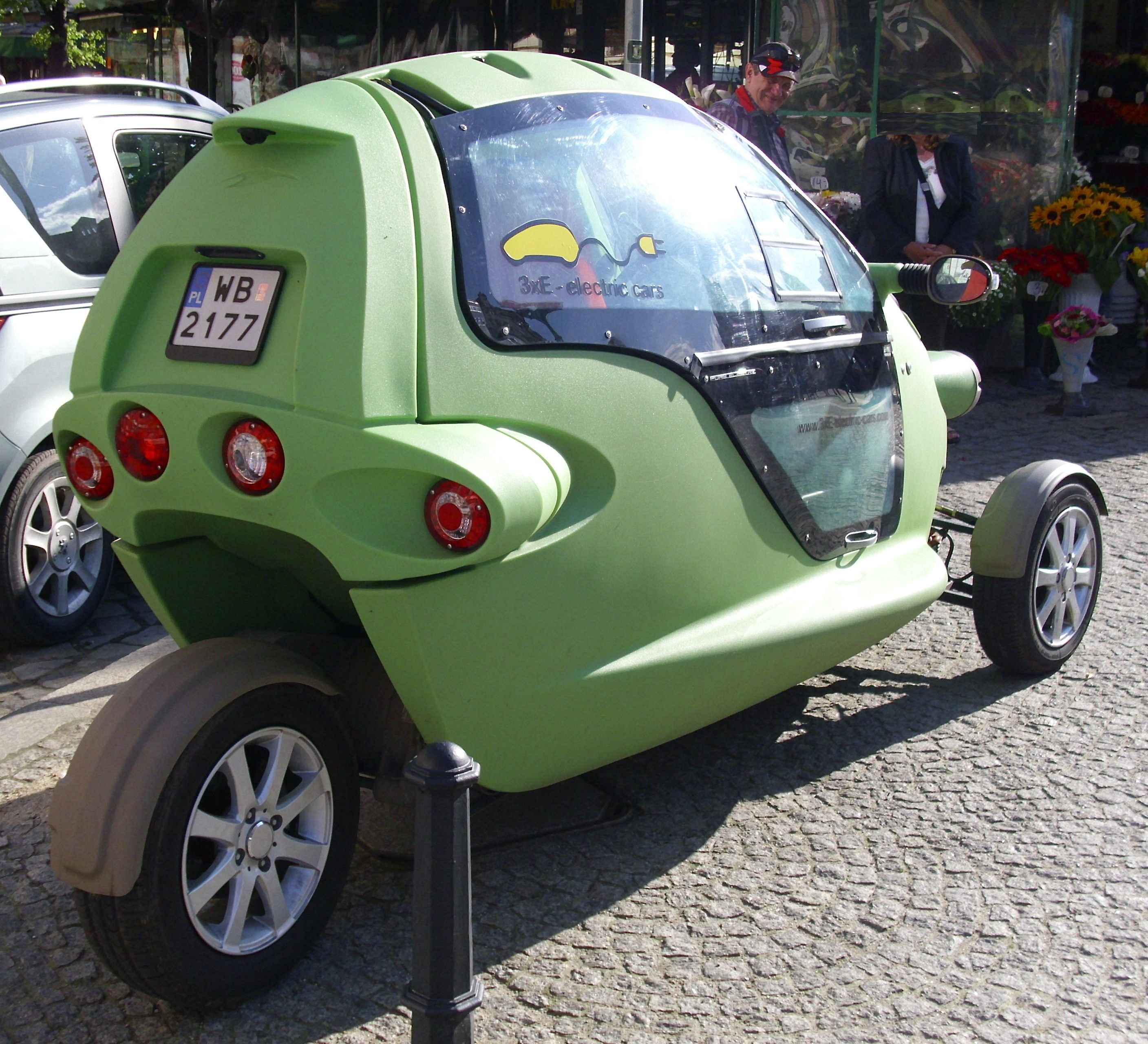
Heckansicht

Impact Automotive Technologies ist ein polnisches Unternehmen im Bereich von Automobilen.

## Unternehmensgeschichte
Das Unternehmen wurde am 21. Januar 2002 gegründet. Der Sitz ist in Pruszków. 2009 begann die Produktion von Automobilen. Der Markenname lautete Sam. Es ist unklar, wann die Fahrzeugproduktion endete. Eine Quelle meint, es war 2014, eine andere 2017. Das Unternehmen gilt noch nicht als aufgelöst.
In diesem Zusammenhang werden weitere Firmierungen genannt. Die Verbindungen sind unklar. Impact Clean Power Technology wurde offiziell am 10. März 2011 gegründet. Das Unternehmen gibt an, 2005 gegründet worden zu sein, und an der Entwicklung, der Vorbereitung der Serienproduktion und der Fertigung der ersten 100 Fahrzeuge beteiligt gewesen zu sein. S.A.M. Polska wurde am 24. Oktober 2008 gegründet.

## Fahrzeuge
Das Unternehmen war bereits ab 2007 an der Weiterentwicklung des Elektroautos Sam beteiligt. 2009 übernahm es das Projekt von der schweizerischen Cree Ltd. Das Fahrzeug wurde überarbeitet und als Sam Re-Volt angeboten.
Es ist ein Dreirad mit hinterem Einzelrad. Ein Elektromotor treibt die Fahrzeuge an. Die Karosserie bietet Platz für zwei Personen hintereinander. Eine Quelle gibt an, dass der Neupreis anfangs 18.910 Euro betrug.